# Новий Дворек (Любуське воєводство)
Новий Дворек (пол. Nowy Dworek, нім. Neuhöfchen) — село в Польщі, у гміні Свебодзін Свебодзінського повіту Любуського воєводства.
Населення — 273 особи (2011).
У 1975-1998 роках село належало до Зеленогурського воєводства.

## Демографія
Демографічна структура станом на 31 березня 2011 року:
|          | Загалом | Допрацездатний вік | Працездатний вік | Постпрацездатний вік |
| -------- | ------- | ------------------ | ---------------- | -------------------- |
| Чоловіки | 151     | 29                 | 114              | 8                    |
| Жінки    | 122     | 26                 | 72               | 24                   |
| Разом    | 273     | 55                 | 186              | 32                   |